# Heterometrus mysorensis
Heterometrus mysorensis ist ein indischer Skorpion aus der Familie der Scorpionidae.

## Beschreibung
Der Holotypus als einziges bei der Erstbeschreibung vorliegende Exemplar ist ein 118 Millimeter langes männliches Tier mit einheitlich rotbrauner Farbe. Nur das Sternum ist heller, und das Telson und die Metatarsen der Beine sind rötlich gelb. Die Kämme des Kammorgans sind gelb und haben 16 und 17 Zähne. Die Chelae der Pedipalpen sind leicht lappenförmig und stark behaart. Die dorsale Oberfläche der Chelae trägt wenige Granulen unterschiedlicher Größe, die in Reihen angeordnet sind. Das Telson ist behaart, mit einer Giftblase, die ebenso lang wie der Giftstachel ist.
Der Autor der Erstbeschreibung nahm an, dass Heterometrus mysorensis sexualdimorph ist. Die männlichen Skorpione haben demzufolge längere Femora und Patellen sowie längere und breitere Chelae an den Pedipalpen. Diese Annahmen stützen sich auf die Kenntnis anderer Arten der Gattung Heterometrus.
Heterometrus mysorensis unterscheidet sich von der sehr ähnlichen Art Heterometrus phipsoni durch die nur spärlich mit in Reihen angeordneten Granulen besetzte Oberfläche der Chelae. Bei Heterometrus phipsoni sind sie stark mit Granulen besetzt und sehr uneben, ohne dass Reihen von Granulen erkennbar sind.

## Verbreitung und Lebensraum
Die Terra typica von Heterometrus mysorensis wurde in der Erstbeschreibung mit India, Mysore, Maddur env., cca 900 m angegeben. Diese Angabe ist widersprüchlich, die Stadt Mysore (Mysuru) befindet sich im Distrikt Mysuru, während die etwa 60 Kilometer entfernte Kleinstadt Maddur im Distrikt Mandya liegt. Der Typusfundort befindet sich wahrscheinlich in der Umgebung von Maddur im Distrikt Mandya des südindischen Bundesstaats Karnataka, auf einer Höhe von etwa 900 Metern über dem Meeresspiegel (12° 35′ 0″ N, 77° 3′ 0″ O).

## Systematik

### Erstbeschreibung
Die Erstbeschreibung erfolgte durch František Kovařík im Rahmen seiner 2004 veröffentlichten Revision der Gattung Heterometrus auf der Grundlage eines Sammlungsexemplars. Der Holotyp ist ein 118 Millimeter langes adultes männliches Tier, Weibchen lagen zum Zeitpunkt der Beschreibung nicht vor. Der Holotyp, von dem nicht bekannt ist wann und von wem er gesammelt wurde, befindet sich in der Sammlung von František Kovařík in Prag.

### Etymologie
Der Artname bezieht sich den Angaben Kovaříks zufolge auf den Staat Mysore als den Ort des Vorkommens von Heterometrus mysorensis. Der  Staat Mysore ist 1956 mit der Abschaffung der Fürstenstaaten in dem indischen Bundesstaat Mysore aufgegangen, der 1973 in Karnataka umbenannt wurde.

## Toxikologie
Bei einer Studie zur Regulierung bestimmter Ionenkanäle durch tierische Toxine wurde festgestellt, dass die Gifte von Heterometrus laoticus und Heterometrus mysorensis regulierend auf den Ionenkanal ASIC1a wirken.